# Мельн (Мекленбург-Передня Померанія)
Мельн (нім. Mölln) — громада в Німеччині, розташована в землі Мекленбург-Передня Померанія. Входить до складу району Мекленбургіше-Зенплатте. Складова частина об'єднання громад Штафенгаген.
Площа — 29,69 км2. Населення становить 510 ос. (станом на 31 грудня 2020).